# Magic Wood

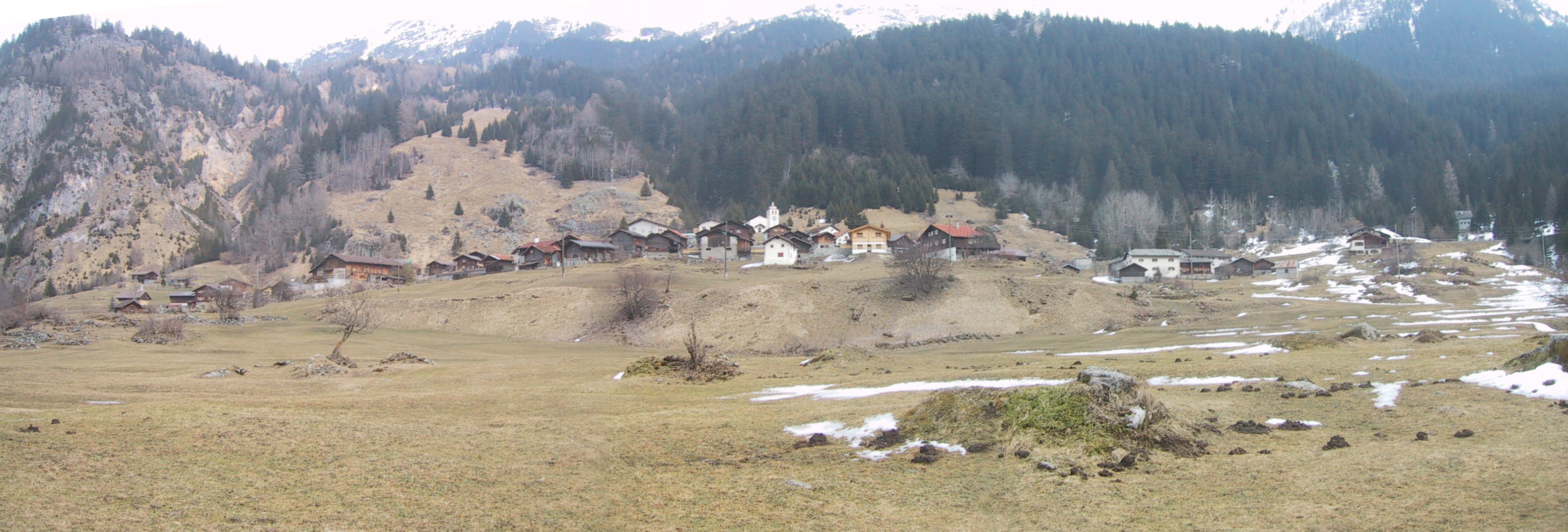
Veduta di Ausserferrera

Magic Wood è un importante sito d'arrampicata di bouldering.
Si trova in Svizzera nel comune di Ferrera a 1300 m in mezzo al bosco. La roccia è granito e sono presenti più di 300 passaggi.

## I passaggi
I passaggi più difficili:
- 8C/+ / V15/16:
  - Style before talent - 6 agosto 2020 - Giani Clement[1]

- 8C/V15:
  - La grosse tarlouze - 31 marzo 2015 - Michael Piccolruaz
  - La force tranquille - 15 ottobre 2011 - Daniel Woods[2]
  - Mystic Stylez - 2 ottobre 2011 - Daniel Woods - Versione sit-start dell'8A Muttertag[3]
  - Ill Trill - 12 ottobre 2010 - Paul Robinson[4]
  - In Search of Time Lost - 9 maggio 2008 - Daniel Woods[5]
  - Practice of the Wild - 1º agosto 2004 - Chris Sharma
- 8B+/V14:
  - Tough Times - 16 ottobre 2010 - Chris Webb Parson
  - Believe in two - 16 ottobre 2010 - Chris Webb Parson[6]
  - Riverside - 6 giugno 2010 - Adam Ondra[7]
  - From shallow waters to riverbed - 13 aprile 2007 - Franz Widmer
  - Deep Throat - 13 settembre 2005 - Dave Graham
  - Unendliche Geschichte - 1º agosto 2003 - Chris Sharma
  - New Base Line - 12 dicembre 2002 - Bernd Zangerls